# Der Korporal in der Schlinge
Der Korporal in der Schlinge ist ein 1961 von Jean Renoir inszeniertes, während des Zweiten Weltkriegs spielendes, französisches Filmdrama mit französisch-deutsch-österreichischer Besetzung, angeführt von Jean-Pierre Cassel, Claude Brasseur, Claude Rich, O. E. Hasse und Cornelia Froboess.

## Handlung
Frankreich im Juni 1940. Das Land ist militärisch besiegt und von der Wehrmacht besetzt. Ein Korporal aus gutem Hause, der in einem deutschen Kriegsgefangenenlager, einem Stalag, festgehalten wird, ist von einem derart unbändigen Freiheitswillen getrieben, dass er ständig Ausbruchsversuche unternimmt. Doch jedes Mal, wenn der Korporal einen Fluchtversuch wagt, wird er wenig später wieder geschnappt und zurückgebracht. Diesmal will er es im Zusammenspiel mit zwei Kameraden, dem kriegsmüden und sanften Hobbyphilosophen Ballochet und dem handfesteren Papa erneut versuchen. Es ist der siebte Versuch des Korporals.
Für den Korporal ist die Freiheit unabdingbar, ein Ideal, das es stets zu erkämpfen gilt, und so ist ihm denn auch keine Hürde zu hoch und kein Hindernis zu schwer. Tatsächlich können die drei Freunde diesmal entkommen. Dabei hilft ihnen die junge Erika Schmidt, ihres Zeichens Assistentin und Tochter derjenigen deutschen Dentistin Dr. Ursula Schmidt, die der Korporal wegen beträchtlicher Zahnschmerzen aufsuchen darf. Erika zeigt ihm und seinen Kameraden gegenüber in deren großer Not Menschlichkeit und besorgt Kleidung, mit denen die Drei als Zivilisten durchgehen. Ballochet ist am wenigsten für eine Flucht geeignet, und so sucht er bald in selbstmörderischer Absicht den Tod im Maschinengewehrfeuer.
Die beiden anderen setzen ihre Flucht unvermindert fort. Dabei machen die Männer so manche kuriose Begegnung, etwa mit einem mürrischen Milchbauern oder einem kurzsichtigen Intellektuellen. Schließlich nehmen der Korporal und Papa den Zug, weil ihnen dies zwar einerseits gefährlich, andererseits aber auch als der schnellste Weg zurück in die Heimat, nach Frankreich erscheint. In einem Abteil lernen sie einen angeschwipsten aber recht freundlichen und väterlich-jovialen Deutschen kennen, der sie mit seiner philosophischen Weltanschauung beglückt. Als sie von deutschen Kontrolleuren entdeckt zu werden drohen, hilft ihnen ein glücklicher Zufall, denn in diesem Moment wird der Zug aus der Luft angegriffen. Der Korporal und Papa entkommen und erreichen nach einem langen Fußmarsch schließlich das besetzte Paris, wo sich beider Wege an der Seine trennen.

## Produktionsnotizen
Der Korporal in der Schlinge entstand zum Jahresende 1961 in Österreich (Außenaufnahmen) sowie in Wien und Paris (Atelieraufnahmen) mit einigen österreichischen Darstellern in Nebenrollen. Die Uraufführung fand am 23. Mai 1962 in Paris statt. Im darauffolgenden Monat wurde der Film, der zugleich auch eine Reminiszenz an Renoirs Meisterwerk Die große Illusion aus dem Jahre 1937 ist, auf der Berlinale erstmals auch in Deutschland gezeigt. Eine deutsche Kinoauswertung erfolgte jedoch nicht. Der Korporal in der Schlinge wurde in der Bundesrepublik erstmals im WDR-3-Fernsehen am 19. April 1979 gezeigt.
Die Filmbauten entwarf Wolf Witzemann.
Eine handfestere actiongeladenere Variation dieses Themenstoffes drehte John Sturges im Jahr darauf (1962) in Bayern unter dem Titel Gesprengte Ketten.

## Kritik
„Der Film weckt Erinnerungen an Renoirs "Die große Illusion" (1937), ist aber zu sehr im Episodischen verhaftet und weist nicht den episch-lyrischen Zug jenes Films auf. Dennoch gibt er Zeugnis für das Ideal der Freiheit und Freundschaft und bietet trotz inszenatorischer Schwächen menschlich ansprechende Unterhaltung.“

„Le Caporal épinglé schließt sich den Spätwerken der großen klassischer Cinéasten (Ford, Walsh, Chaplin) durch ihre tödliche Fähigkeit an, das Wesentliche hinter der Einfachheit beim Inszenieren zu erreichen. Wenn Ballochet (Claude Rich) theatralisch seinen Abgang (in Wahrheit: seinen Selbstmord) vorbereitet, erklärt er: ‚Ich habe einen Plan, den besten von allen. Er besteht darin, keinen zu haben‘. Damit verkündet er die souveräne und freie Moral des Filmemachers selbst.“